# Hypoprepia dollii
Hypoprepia dollii là một loài bướm đêm thuộc phân họ Arctiinae, họ Erebidae.